# George Boole

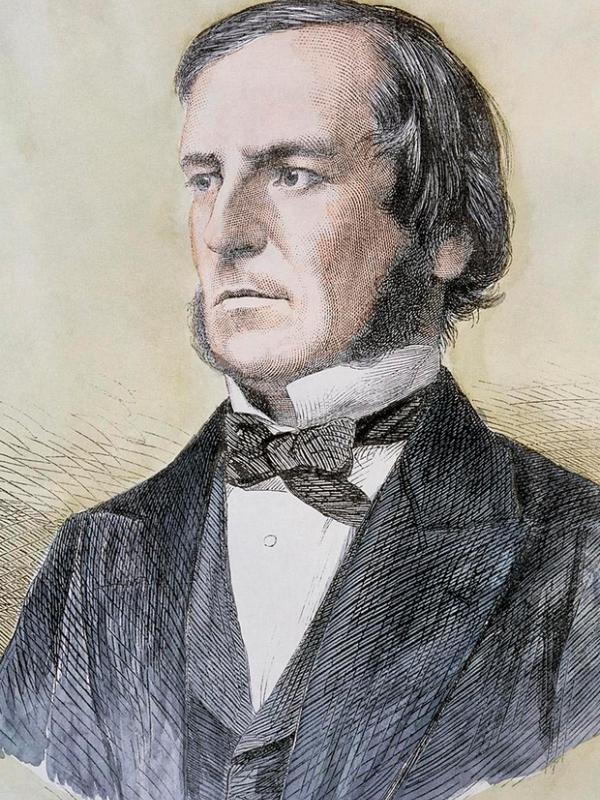
George Boole (um 1860)

George Boole [ˌdʒɔːdʒ ˈbuːl] (* 2. November 1815 in Lincoln, England; † 8. Dezember 1864 in Ballintemple, in der Grafschaft Cork, Irland) war ein englischer Mathematiker (Autodidakt), Logiker und Philosoph. Er ist vor allem dadurch bekannt, dass die für die Computertechnik grundlegende boolesche Algebra nach ihm benannt wurde. Boole erkannte als erster, dass die Aussagenlogik als eine Algebra aufgefasst werden kann, die zwei Elemente hat (heute als die zwei Wahrheitswerte bezeichnet). Seine Arbeiten markieren dadurch den Beginn einer Entwicklung, mit der die traditionelle Aristotelische Logik abgelöst wurde und die Logik in die Mathematik integriert wurde.

## Leben
George Boole wurde in Lincolnshire geboren. Er hatte außer der Grundschulbildung keine weiterführenden Schulen besucht. Er brachte sich autodidaktisch Altgriechisch, Französisch und Deutsch bei. Mit 16 Jahren wurde er Hilfslehrer, um seine Familie finanziell zu unterstützen. Im Alter von 19 Jahren gründete Boole seine eigene Schule. Aufgrund seiner wissenschaftlichen Arbeiten wurde er 1848 Mathematikprofessor am Queens College in Cork (Irland), obwohl er selbst keine Universität besucht hatte. Dort lernte er Mary Everest kennen, seine spätere Frau. Sie war mathematisch interessiert, arbeitete als Bibliothekarin und setzte sich mit der Didaktik der Mathematik auseinander. Ihr Onkel George Everest war Namensgeber des höchsten Bergs der Welt. George und Mary hatten fünf Töchter, darunter die Autorin und Musikerin Ethel Lilian Voynich (1864–1960) und Alicia Boole Stott (1860–1940), der es als Mathematikerin ohne formale akademische Bildung gelang, die regulären Polyeder in vier Dimensionen zu klassifizieren.
Von der Royal Society wurde Boole 1844 mit der Royal Medal ausgezeichnet. 1847 publizierte er sein epochemachendes Logikwerk The Mathematical Analysis of Logic und 1854 sein ausführlicheres Buch An Investigation of the Laws of Thought. 1857 wurde er zum Mitglied („Fellow“) der Royal Society gewählt.
Zu seinen Nachfahren gehören die US-amerikanische Kernphysikerin Joan Hinton und ihr Bruder William H. Hinton, Agrarwissenschaftler und Buchautor, sowie der Kognitionspsychologe und Nobelpreisträger Geoffrey Hinton.

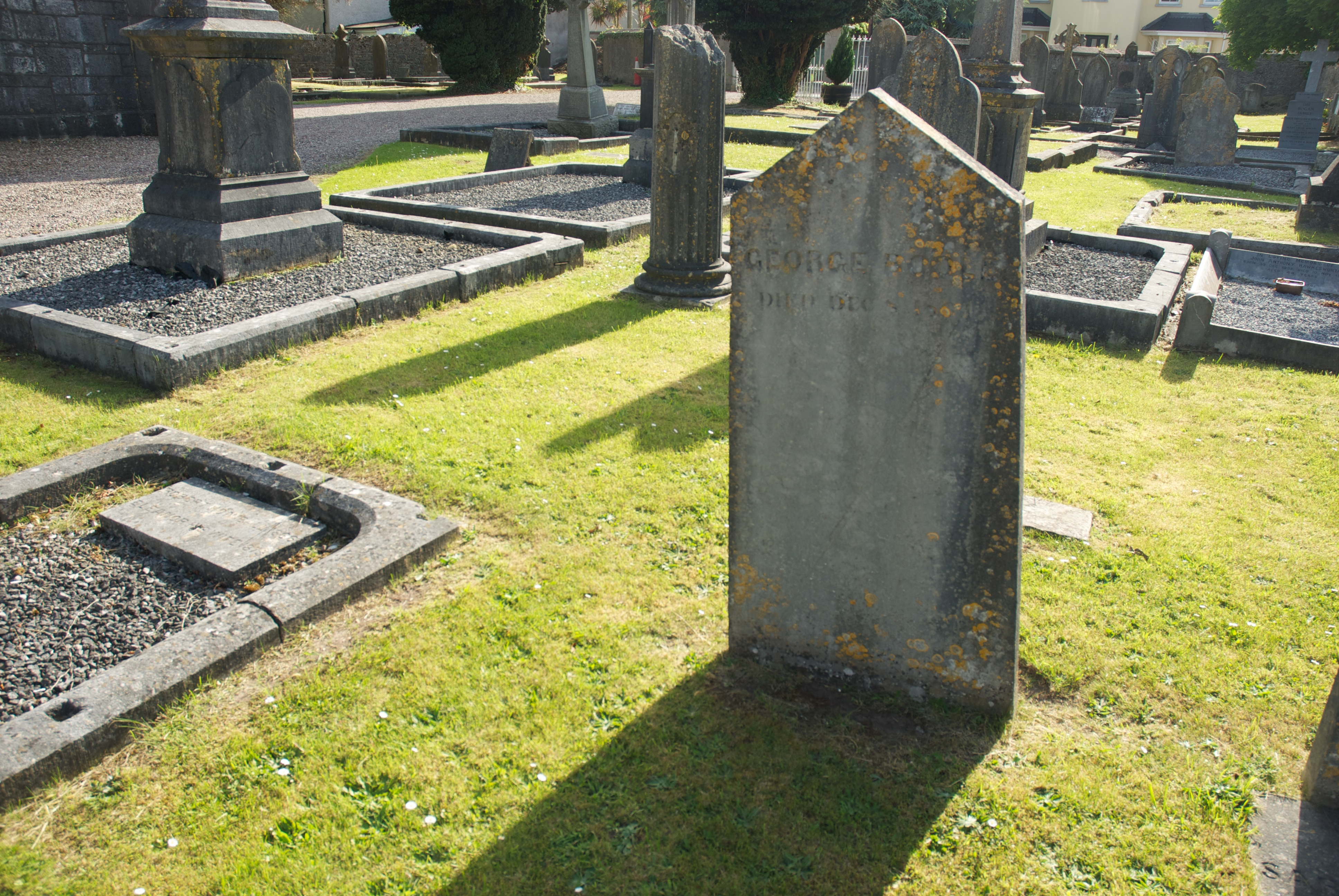
Booles Grabstein auf dem Friedhof von St Michael’s, Blackrock, Irland

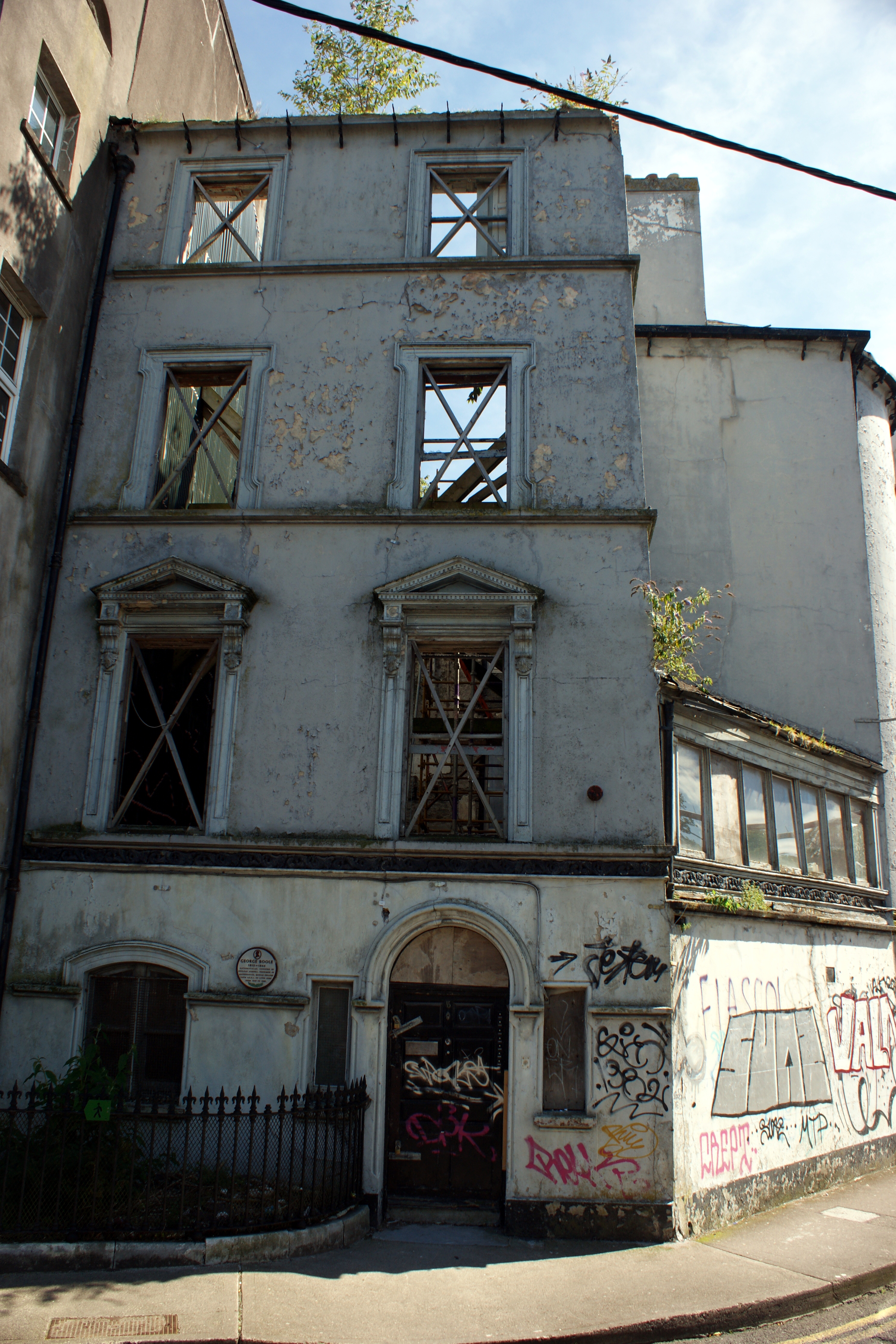
George Booles Haus, Bachelor's Quay, Cork

## Früher Tod
George Boole starb am 8. Dezember 1864 mit nur 49 Jahren an einer fiebrigen Erkältung. Auf seinem Fußweg ging er zwei Meilen weit im strömenden Regen zur Universität, wo er anschließend seine Vorlesung in durchnässten Kleidern hielt. Er erkältete sich, bekam hohes Fieber und erholte sich davon später nicht mehr. Seine Frau war Anhängerin der Homöopathie, die „Gleiches mit Gleichem“ zu behandeln pflegte. Sie soll den an der fiebrigen Erkältung erkrankten Gatten im Bett eimerweise mit kaltem Wasser übergossen haben. Als seine Todesursache wurde Pleuraerguss angegeben.

## Hauptwerk
Boole schuf in seiner Schrift The Mathematical Analysis of Logic von 1847 den ersten algebraischen Logikkalkül und begründete damit die moderne mathematische Logik, die sich von der bis dato üblichen Logik durch eine konsequente Formalisierung abhebt. Er formalisierte die klassische Logik und Aussagenlogik und entwickelte ein Entscheidungsverfahren für die wahren Formeln über eine disjunktive Normalform. Boole nahm damit – da aus der Entscheidbarkeit der klassischen Logik ihre Vollständigkeit und Widerspruchsfreiheit folgt – schon gut 70 Jahre vor Hilberts Programm für ein zentrales Logikgebiet die Lösung der von David Hilbert gestellten Probleme vorweg. Als Verallgemeinerungen von Booles Logikkalkül wurden später die sogenannte boolesche Algebra und der boolesche Ring nach ihm benannt.
1964 wurde der Mondkrater Boole nach ihm benannt, ebenso 2001 der Asteroid (17734) Boole.

## Booles Originalkalkül
Boole benutzte die gewöhnliche Algebra, die heute als Potenzreihen-Ring über dem Körper der reellen Zahlen präzisiert wird. In sie bettete er die klassische Logik ein, indem er die Konjunktion UND als Multiplikation und die Negation als Differenz zur {\displaystyle 1} definierte und für logische Terme die Idempotenz forderte, das heißt:
| {\displaystyle x} UND {\displaystyle y\ :=\ x\land y\ :=\ xy}   |
| NICHT {\displaystyle x\ :=\ \neg x\ :=\ 1-x}                    |
| {\displaystyle xx=x} für alle logischen Terme {\displaystyle x} |
Es handelt sich dabei um eine Einbettung, in der nicht alle Terme einen logischen Sinn haben; beispielsweise ist wegen {\displaystyle 2\cdot 2\neq 2} die Summe {\displaystyle 1+1} logisch sinnlos, weshalb Boole {\displaystyle x+y} uninterpretierbar nannte. Die Addition ist also im logischen Bereich nur eine partielle Operation, weshalb er bei den logischen Termen und Operatoren von elective symbols, elective functions, elective equations sprach. Dieser Sachverhalt wurde von seinen Nachfolgern kritisiert. Seine Methode ist aber völlig korrekt. Denn der logische Bereich ist operativ abgeschlossen: Es ist die von idempotenten Unbestimmten, der 1, der Multiplikation und der Negation erzeugte Struktur, da {\displaystyle 1} idempotent ist und mit {\displaystyle x} und {\displaystyle y} auch {\displaystyle xy} und {\displaystyle 1-x} idempotent sind, wie man leicht nachrechnet. Damit wirken auch alle definitorisch ableitbaren logischen Operatoren in diesem Bereich, insbesondere die einschließende und die ausschließende Disjunktion:
| {\displaystyle x} ODER {\displaystyle y\ :=\ x\lor y\ :=\ x+y-xy}             |
| ENTWEDER {\displaystyle x} ODER {\displaystyle y\ :=\ x\oplus y\ :=\ x-2xy+y} |
Beide Definitionen gehören zum logischen Bereich:
{\displaystyle x\lor y\ =\ x+y-xy\ =\ 1-(1-x)(1-y)\ =\ \neg (\neg x\land \neg y)}
{\displaystyle x\oplus y\ =\ x-2xy+y\ =\ x(1-y)+y(1-x)-x(1-y)y(1-x)\ =\ (x\land \neg y)\lor (y\land \neg x)}
Seine ODER-Definition liefert offenbar alle Axiome der späteren booleschen Algebra und seine  ENTWEDER-ODER-Definition alle Axiome des späteren booleschen Rings, wobei die Additionen {\displaystyle \oplus } und {\displaystyle +} strikt zu unterscheiden sind.
Boole entwarf seinen Kalkül primär als Begriffs- oder Klassenlogik, in dem {\displaystyle 1} das Universum (die Allklasse) ist und die Unbestimmten {\displaystyle x,y,z,\ldots } Klassen (Begriffe) repräsentieren. Innerhalb dieses Kalküls stellte er dann die scholastische Syllogistik mit Gleichungssystemen dar. Ihre grundlegenden Prädikate repräsentierte er durch Gleichungen:
ALLE {\displaystyle x} SIND {\displaystyle y\ :=\ (xy=x)}    mit gleichwertiger Umformung {\displaystyle x(1-y)=0}
KEINE {\displaystyle x} SIND {\displaystyle y\ :=\ (xy=0)}
Sekundär gebrauchte Boole seinen Kalkül auch als Aussagenlogik, in dem die Unbestimmten {\displaystyle x,y,z,\ldots } Aussagen repräsentieren und {\displaystyle 1} und {\displaystyle 0} die Wahrheitswerte:
{\displaystyle x} IST WAHR{\displaystyle \ :=\ (x=1)}
{\displaystyle x} IST FALSCH{\displaystyle \ :=\ (x=0)}
Sein logisches Entscheidungsverfahren über eine Normalform ergänzte er durch ein gleichwertiges semantisches Entscheidungsverfahren mit Wahrheitswert-Einsetzungen in boolesche Funktionen, die jedem belegten logischen Term einen Wahrheitswert zuordnen. Dieses Verfahren entspricht dem Entscheidungsverfahren mit Wahrheitstafeln, das zur Ermittlung von Tautologien dient.

## Modifikationen von Booles Kalkül
Unter der booleschen Algebra wird heute nicht Booles originale Algebra verstanden, sondern der boolesche Verband, den Boole-Nachfolger entwickelten. 1864 entfernte William Stanley Jevons bei Boole die logisch sinnlosen mathematischen Terme und gab der Addition einen logischen Sinn als inklusives ODER mit der Regel {\displaystyle x+x=x}. Boole, der mit ihm korrespondierte, war nicht einverstanden mit dieser Uminterpretation der Addition, weil die Regeln der üblichen Algebra verletzt sind, denn {\displaystyle x+x=x} impliziert in ihr {\displaystyle x=0}. Dennoch setzte sich diese Modifikation von Booles Kalkül durch, maßgeblich beeinflusst durch Ernst Schröder, der dazu 1877 das erste vollständige Axiomensystem formulierte, das Giuseppe Peano 1888 in die moderne nicht-additive Form brachte.
Booles Kalkül lässt sich auch so modifizieren, dass keine logisch sinnlosen Terme mehr vorkommen und die üblichen Rechenregeln für die Addition gewahrt bleiben. Dazu muss die Addition im logischen Bereich abgeschlossen sein und die Idempotenz erfüllen; dann gilt speziell {\displaystyle (x+1)(x+1)=(x+1)}, was {\displaystyle x+x=0} impliziert, so dass auch {\displaystyle -x=x} gilt und selbstinverse Terme vorliegen. Hierdurch erhält die Addition den Sinn des exklusiven ENTWEDER-ODER. Diese Kalkülvariante gab Iwan Iwanowitsch Schegalkin 1927 erstmals an zusammen mit einer vollständigen Axiomatisierung. Dabei entsteht ein sogenannter boolescher Ring, dem Marshall Harvey Stone 1936 den Namen gab. Boolesche Ringe sind rechnerisch elegant, weil hier die schulbekannten Rechenregeln gelten. Die zur Entscheidbarkeit einer Formel notwendige Normalform entsteht hier einfach durch distributives Ausmultiplizieren und Streichen doppelter Faktoren und Summanden mit der Idempotenz {\displaystyle xx=x} und der Zusatzregel {\displaystyle x+x=0}.
Beide Kalkülvarianten sind in Booles Originalkalkül implizit enthalten, da man mit seinen Definitionen beide Axiomensysteme ableiten kann.

## Schriften
- The mathematical analysis of logic, being an essay towards a calculus of deductive reasoning. Macmillan, Barclay, & Macmillan u. a., Cambridge u. a. 1847, (Digitalisat).
  - übertragen, kommentiert und mit einem Nachwort und Anhang versehen von Tilman Bergt: The mathematical analysis of logic. Being an essay towards a calculus of deductive reasoning. = Die mathematische Analyse der Logik. Hallescher Verlag, Halle (Saale) 2001, ISBN 3-929887-29-0 (englisch und deutsch).
  - gekürzt und aus dem Englischen übertragen abgedruckt in: Karel Berka, Lothar Kreiser: Logik-Texte. Kommentierte Auswahl zur Geschichte der modernen Logik. 4., gegenüber der 3. erweiterte, durchgesehene Auflage. Akademie Verlag, Berlin 1986, S. 25–28, DNB 850989647, (Erstausgabe 1971).
- An Investigation of The Laws of Thought, On Which Are Founded the Mathematical Theories of Logic and Probabilities. Walton and Maberly u. a., London u. a. 1854, (Digitalisat; Reprint: Dover, New York NY 1958).
- A Treatise on the Calculus of Finite Differences. Macmillan and Company, London 1860.(Digitalisat; Reprint: Cambridge University Press, 2009)
- A Treatise on Differential Equations. Macmillan and Company, London 1859, (Digitalisat; Reprint: Cambridge University Press, 2014).
- Selected Manuscripts on Logic and its Philosophy (= Science networks. 20). Herausgegeben von Ivor Grattan-Guinness und Gérard Bornet. Birkhäuser, Basel u. a. 1997, ISBN 3-7643-5456-9 (englisch).